# Hygrochroma nondina
Hygrochroma nondina là một loài bướm đêm trong họ Geometridae.